# حركة تركستان الجنوبية
حركة تركستان الجنوبية هي جماعة قومية مسلحة تسعى إلى استقلال القبائل التركية في منطقة تركستان الجنوبية في أفغانستان. ويُعتقد أن المجموعة تعرف كذلك باسم نمور حرية تركستان أو ذئب جوزجان يعتقد أن الحركة موالية ليار محمد دوستم نجل الجنرال عبد الرشيد دوستم، زعيم الحركة الإسلامية الوطنية في أفغانستان.
وفي 29 يونيو/حزيران 2022، أعلنت مجموعة من المقاتلين تشكيل الحركة في مقطع فيديو مدته دقيقة واحدة تم تداوله على الإنترنت. ويوضح قائد المجموعة في الفيديو أنهم سيقاتلون طالبان ويحمون حقوق الشعوب التركية. حيث تتكون المجموعة من الأويغور والأوزبك والأتراك تركمان.